# 自由民主党中央政治大学院
自由民主党中央政治大学院（じゆうみんしゅとう ちゅうおうせいじだいがくいん）は日本の私塾。自由民主党が定める政治教育機関。自民党の党員の資質向上を図るとともに、国及び地域の将来を担うにふさわしい人材を発掘、育成するために設置された党の一機関である。
名称に「大学院」とあるが学校教育法に規定される大学院ではない。また、独立行政法人大学改革支援・学位授与機構が認定する教育施設でもないので、修士、博士の学位は得られない。自民党愛知県連も本大学院にならって愛知政治大学院を開設している。

## 概要
1957年創設。1993年の第40回衆議院議員総選挙で政権交代が起きて自民党が野党に転落したため、翌年の1994年に経費削減を理由に活動を休止した。その後、2000年の第42回衆議院議員総選挙で1区現象によって自民党が都市部で大敗した事を受け、有望な新人の発掘や若者向けの政治教育の場として活動が再開された。また、2009年の第45回衆議院議員総選挙で再び野党に転落した後、党則が改正されて副学院長の創設と地方政治学校との連携が図られる事となった。
- 総長：石破茂（自由民主党総裁）

現職の党総裁が務めると定められている。
- 学院長：遠藤利明（衆議院議員）
- 副学院長：黄川田仁志、武井俊輔、藤井比早之、国光文乃、高見康裕、西野太亮、赤池誠章、赤松健、友納理緒
- 住所 〒100-8910 東京都千代田区永田町1-11-23

セミナー2003以降、セミナー2006を開催。2003年以降、中央政治大学院インターネットキャンパス 自民未来塾を開始（詳細は別項参照）。

### 歴代学院長
2001年の再設置以降。
- 有馬朗人（参、2001年5月 - 2005年12月）
- 愛知和男（衆、2005年12月 - 2006年9月）
- 三原朝彦（衆、2006年9月 - 2007年8月）
- 小野晋也（衆、2007年8月 - 2008年9月）
- 古屋圭司（衆、2008年9月 - 2012年10月）
- 河野太郎（衆、2012年10月 - 2014年9月）
- 平沢勝栄（衆、2014年9月 - 2015年11月）
- 岩屋毅（衆、2015年11月 - 2018年10月）
- 石原伸晃（衆、2018年10月 - 2019年9月）
- 中谷元（衆、2019年9月 - 2021年11月）
- 下村博文（衆、2021年11月 - 2022年9月)
- 有村治子（参、2022年9月 - 2023年9月）
- 遠藤利明（衆、2023年9月 - ）

## 自民未来塾
中央政治大学院では、インターネット上にて自民党所属国会議員などの講義が受講できるシステムを開設している。正式名称を「中央政治大学院インターネットキャンパス自民未来塾」といい、自民未来塾と略称・通称している。なお、一般の人々でも受講可能である。党員・党友組織の自由国民会議会員に関しては入学手続きのみ要するが、後に総理・総裁（この学院の総長）となる安倍晋三が自民党幹事長や同代理として取り組んだ党改革の一環で、2005年に立党50周年記念事業として入学金と受講料は無料化された。なお、一般受講生は一単位1500円となっている。修了時には修了証書が授与される。2011年春に閉鎖された。

## 資格制度
- 中央政治大学院研究員 - 党員たる修了生のうち、論文・誓約書・履歴書を提出し審査の上、適格者と認められた者を「中央政治大学院研究員」として認定する。

## 党則第九条（中央政治大学院及び地方政治学校関連項目）
- 第六十八条　党員の資質向上を図るとともに、国及び地域の将来を担うにふさわしい人材を発掘、育成するため、本党に中央政治大学院を置き、都道府県支部連合会には地方政治学校を置くことができる。

1. 中央政治大学院は、人材を発掘、育成するための指針を示し、地方政治学校と連携を図り、その運営に当たっては、積極的にこれを支援する。
2. 中央政治大学院に、総長、学院長、副学院長及び教授を置き、必要があるときは、講師を置くことができる。
3. 総長は、総裁をもって充てる。
4. 学院長は、総長が任命する。
5. 副学院長は、学院長が任命する。
6. 教授は、総長が委嘱する。
7. 講師は、学院長が任命する。
8. 中央政治大学院は、党員以外の者の研修を行うことができる。
9. 中央政治大学院及び地方政治学校の運営に関し必要な事項は、中央政治大学院及び地方政治学校学則に定める。

## 地方政治学校
- 愛知政治大学院（前身は杉浦正健の興した「ポセヤ（Political Seminar of Yahagi）」
- TOKYO自民党政経塾（前身は深谷隆司の興した「深谷政経塾」）
- 自民党かながわ政治大学校
- きょうと青年政治大学校（初代校長：伊吹文明、第2代校長：西田吉宏、第3代校長：谷垣禎一）
- 自民党埼玉政治学院（初代学院長：新藤義孝）
- 信州維新塾（初代塾長：義家弘介）
- 自民党ぎふ政治塾（初代総長：古屋圭司）
- ふるさとリーダー育成塾 かごんま造士館

### 自民党以外の同種の組織
- 一新塾
- 鳩山友愛塾
- 小沢一郎政治塾
- 『発言者』塾
- 表現者塾
- 松下政経塾
- 維新政治塾
- 希望の塾